# Cylindromyia rectinervis
Cylindromyia rectinervis är en tvåvingeart som beskrevs av Herting 1973. Cylindromyia rectinervis ingår i släktet Cylindromyia och familjen parasitflugor. Inga underarter finns listade i Catalogue of Life.